# Andrew Ramsay
Andrew Ramsay (también conocido como Andy Ramsay) es el baterista del grupo de post-rock inglés Stereolab. Aparte de Tim Gane y Laetitia Sadier, es uno de los miembros que ha pasado más tiempo en el grupo (desde el año 1992 hasta la actualidad). También fue parte de Turn On, un proyecto de Gane y Sean O'Hagan (que también fue miembro de Stereolab y Microdisney, además de ser el líder de The High Llamas) que solo editó un EP en el año 1997.
Ramsay también formó parte de Europa 51 (un supergrupo de post-rock que incluía a miembros de Stereolab, The High Llamas y Laika), de Alternative 3 (junto a Gane y miembros de Add N To (X) y Hairy Butter) y de Splitting the Atom (junto a Mary Hansen).